# Präbichl
Präbichl (nemško Präbichl; 1226 mnm) je visokogorski prelaz v avstrijskih Alpah znotraj zvezne dežele Štajerske.

## Lokacija in promet
Präbichl ločuje Eisenerzer Alpe (Eisenerzer Reichenstein, 2165 m nadmorske višine) od Hochschwaba (Polster, 1910 m nadmorske višine). Prelaz povezuje dolini Erzbachtal na severu in Vordernbergertal na jugu in s tem občini Eisenerz in Vordernberg. Sam prelaz z Rotte Präbichl je del občine Vordernberg.
Skozi obe dolini poteka cesta Eisenstraße (B115), katere severni odsek je bil v 70. letih dvajsetega stoletja preusmerjen zaradi pospešenega rudarjenja v Erzbergu. Kot gozdna pot je ostala le zgornja tretjina stare ceste, ki je imela naklon do 24 % in je bila morda uporabljena že v bronasti dobi, a dokazano uporabljena v srednjem veku; spodnji del so zasuli z deponiranim materialom (tj. material, ki se ga v postopku dostopa do rude ali rudnega telesa deponira, vključno s stopnjo priprave) iz Erzberga.
Preko prelaza poteka tudi železniška proga Erzbergbahn, ki je povezovala Erzberg s talilnico v Leoben-Donawitzu. Ta proga zdaj deluje kot muzejska železnica.
Z vrha prelaza je lep razgled na okoliške gore, s severnega dovoznega odseka pa tudi na markantne rudarske posege Erzberga.

## Turizem
Za gorske pohodnike je Präbichl izhodišče za Höhenweg v Eisenerz Alpah na zahodu in prehodu Hochschwab na vzhodu, je pa tudi na dolgi pohodniški poti sever-jug na dolge razdalje. Obenem sta obe dolinski mesti tudi članici avstrijske Železne ceste; prelaz je bil nekdaj pomemben člen v obdelovalni verigi za rudo iz Erzberga. Na tem območju se poleg turizma ukvarjajo tudi s planšarskim kmetijstvom in gozdarstvom.